# Spilhennig

« Spilhennig », marca de reconeixement dels bretonòfons.

Spilhennig és un logotip creat el 2007 a petició de l'Ofis ar Brezhoneg. Les persones que el porten se signifiquen com a parlants de bretó. El mot és un diminutiu del mot bretó femení spilhenn, passador. Equival al mot «pin». Aquest logo ha estat creat per a permetre als parlants de bretó de reconèixer-se entre ells i poder parlar entre ells la seva llengua, de la mateixa manera que existeix un logo similar al País de Gal·les que permet identificar els parlants de gal·lès.